# 弗兰肯费尔德
弗兰肯费尔德是德国下萨克森州的一个市镇。总面积24.27平方公里，总人口525人，其中男性251人，女性274人（2011年12月31日），人口密度22人/平方公里。